# Berkelium
Berkelium er et syntetisk grundstof med symbolet Bk og atomnummer 97 i det periodiske system. Det er et radioaktivt metal som tilhører actiniderne. Det blev fremstillet ved at bombardere americium med alfapartikler.

## Karakteristika
I 2004 var berkelium ikke fremstillet i ren form, men det er forudsagt at det er et sølv-hvidt metal som nemt oxideres i luft ved forhøjede temperaturer og som ville være opløseligt i fortyndet syre.
Røntgenspredningsteknikker har været brugt til at identificere forskellige berkeliumforbindelser, som f.eks. berkeliumdioxid (BkO2), berkeliumfluorid (BkF3), berkeliumoxyklorid (BkOCl) og berkeliumtrioxid (BkO3). I 1962 blev der fremstillet synlige mængder af berkeliumklorid. Dette var første gang der blev fremstillet synlige mængder af en ren berkeliumforbindelse.
Ligesom de andre actinider akkumuleres berkelium i knoglevæv. Grundstoffet finder ingen anvendelse udenfor grundforskningen, og spiller ingen biologisk rolle.

## Historie
Berkelium blev opdaget af Glenn T. Seaborg, Albert Ghiorso, Stanley G. Thompson, og Kenneth Street på Berkeley i december 1949. 243Bk (halveringstid 4,5 timer) og to neutroner blev fremstillet ved at bombardere 241Am med alfapartikler. En af berkeliums længstlevende isotoper blev senere syntetiseret ved at bestråle 244Cm med neutroner.

## Isotoper
19 radioisotoper af berkelium er blevet karakteriseret, hvoraf de mest stabile er 247Bk med en halveringstid på 1.380 år, 248Bk med en halveringstid på >9 år og 249Bk med en halveringstid på 320 dage. De resterende radioaktive isotoper har halveringstider der er mindre end 5 dage, hvoraf den for de fleste er mindre end 5 timer.